# Felices 140
Felices 140 és una pel·lícula espanyola de l'any 2015 el gènere del qual és la comèdia dramàtica. La direcció va ser a càrrec de la directora Gracia Querejeta. El film és protagonitzat per Maribel Verdú, Antonio de la Torre i Eduard Fernández. La pel·lícula es va estrenar el 10 d'abril de 2015. El rodatge es va dur a terme a Tenerife.

## Sinopsi
Elia reuneix uns familiars i amics en una casa rural per motiu del seu aniversari i el seu 40 aniversari. Amb el que no compten els convidats és amb la notícia que Elia ha de comunicar-los: ha estat la guanyadora del pot de l'Euro Milions d'aquesta setmana. Després de la notícia que Elia era la guanyadora dels 140 milions d'euros del pot, els convidats comencen a idear plans per a quedar-se amb els diners.

## Repartiment
- Maribel Verdú és Elia Martín.
- Antonio de la Torre és Juan.
- Eduard Fernández és Ramón Estebanez.
- Nora Navas és Martina Ruiz.
- Marian Álvarez és Catalina "Cati" Martín.
- Alex O'Dogherty és Polo.
- Ginés García Millán és Mario.
- Paula Cancio és Claudia Lieberman.
- Marcos Ruiz és Bruno Acosta.

## Premis i nominacions
XXX Premis Goya
| Categoria                    | Persona        | Resultat |
| ---------------------------- | -------------- | -------- |
| Millor actriu de repartiment | Marian Álvarez | Nominada |
| Millor actriu de repartiment | Nora Navas     | Nominada |

XXIV Premis Turia
| Categoria            | Persona              | Resultat   |
| -------------------- | -------------------- | ---------- |
| Premi Especial Turia | Premi Especial Turia | Guanyadora |

XX Festival de Cinema d'Espanya de Tolosa de Llenguadoc
| Categoria   | Persona                           | Resultat    |
| ----------- | --------------------------------- | ----------- |
| Millor guió | Gracia Querejeta i Santos Mercero | Guanyadorrd |